# Cârligu Mic
Cârligu Mic – wieś w Rumunii, w okręgu Buzău, w gminie Glodeanu-Siliștea. W 2011 roku liczyła 118 mieszkańców.